# Сонет (филм)
Сонет  е българска телевизионна новела от 1968 година. Режисьор е Никола Петков, а оператор Иван Стоянов. Музиката е на Петър Ступел .

## Актьорски състав
| В главните роли | Изпълнител       |
| --------------- | ---------------- |
|                 | Йосиф Сърчаджиев |
|                 | Р. Атанасова     |
|                 | П. Стефанов      |